# Fleckenfruchttaube
Die Fleckenfruchttaube (Ducula spilorrhoa), auch Kaiserfruchttaube genannt, ist eine Art der Taubenvögel, die zu den Großen Fruchttauben zählt. Sie gehört innerhalb dieser Gattung zu den mittelgroßen bis großen Arten. Sie ist mit der Zweifarben-Fruchttaube sehr nahe verwandt und wurde lange als eine Unterart dieser eingestuft.
Die Bestandssituation der Fleckenfruchttaube wurde 2016 in der Roten Liste gefährdeter Arten der IUCN als „Least Concern (LC)“ = „nicht gefährdet“ eingestuft.
Es werden keine Unterarten unterschieden.

## Erscheinungsbild

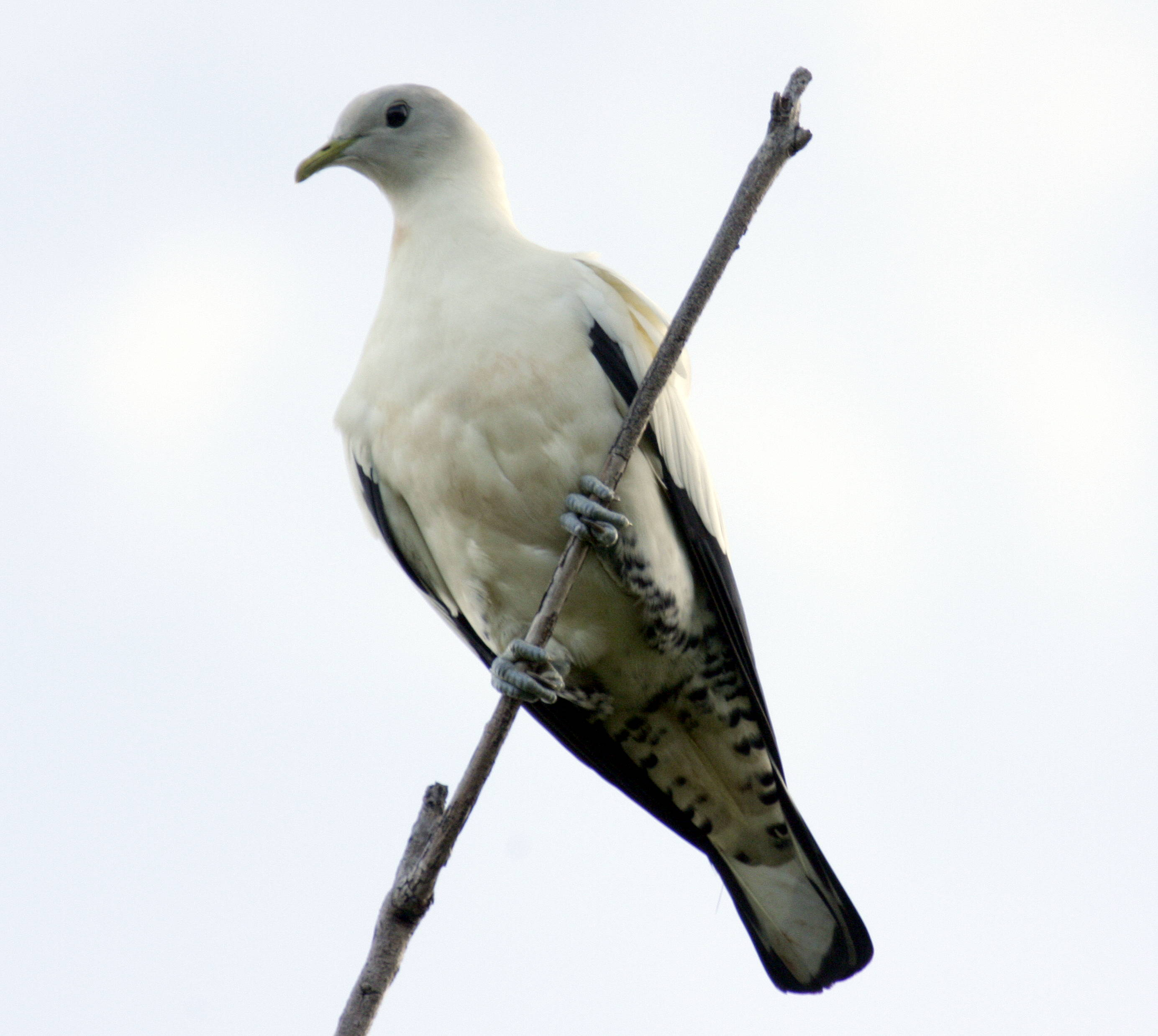
Fleckenfruchttaube, Cairns, Australien

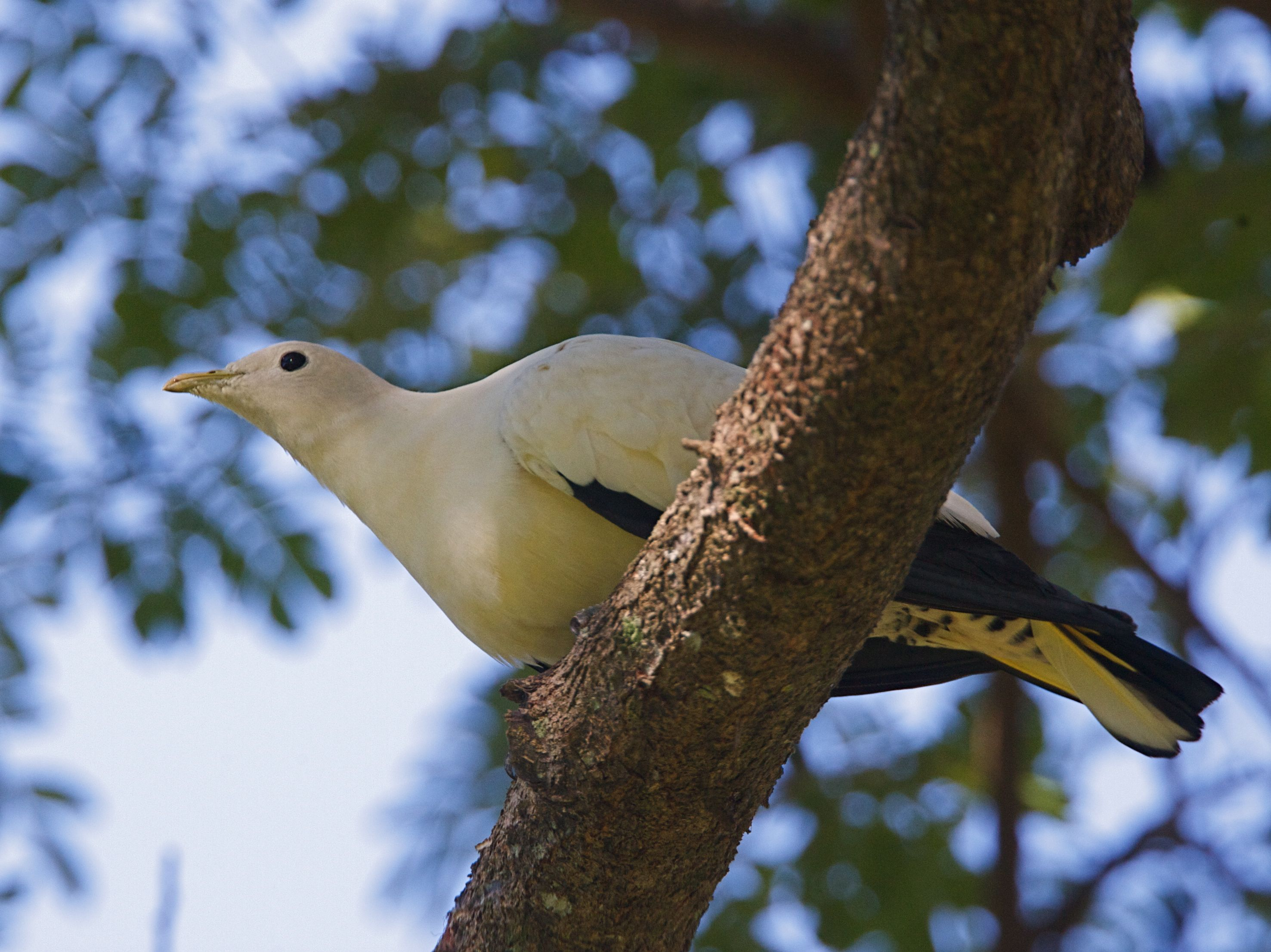
Fleckenfruchttaube, Darwin im australischen Bundesstaat Northern Territory

Die Fleckenfruchttaube erreicht eine Körperlänge von 38 bis 44 Zentimeter. Die Flügellänge beträgt 23,3 bis 25,1 Zentimeter. Das Gewicht liegt zwischen 378 und 500 Gramm.
Kopf, Hals und Mantel sind cremeweiß, bei einigen Individuen finden sich jedoch Partien, die einen leicht perlgrauen Ton haben. Die Flügeldecken sind weiß, die Hand- und Armschwingen sind dagegen schwarz. Der Rücken bis zu den Oberschwanzdecken ist ebenfalls weiß. Das Schwanzgefieder ist weiß am Ende schwarz, bei den äußeren Steuerfedern ist dabei der Weißanteil am größten und kann auf einen schmalen schwarzen Saum begrenzt sein. Die Körperunterseite ist überwiegend cremeweiß. Auf den Innenfahnen des Gefieders an den Schenkel befinden sich schwarze Flecken. Auf den Federn des Bürzels sowie den Unterschwanzdecken befindet sich jeweils ein schwarzes Endband, so dass diese Gefiederpartie quergebändert wirkt.
Der Schnabel ist bei den meisten Individuen gelblich mit einer grünlichen Schnabelspitze. Es gibt aber auch Individuen mit hornfarbenen Schnabelbasis und einer gelblichen Spitze. Die Beine und Füße sind blass blaugrau.

## Verbreitungsgebiet
Die Fleckenfruchttaube kommt auf Neuguinea und im Norden und Osten Australiens vor.
In Australien besiedelt die kleine Inseln und große Teile des Küstengebietes östlich der Vogelkop-Halbinsel. Auf dem Festland Neuguineas dringt sie entlang der großen Flüsse auch weiter ins Landesinnere vor. Sie ist außerdem auf zahlreichen südöstlich von Neuguinea liegenden Inseln anzutreffen und besiedelt auch die Aru-Inseln, eine indonesische Inselgruppe etwa 150 Kilometer südlich von Neuguinea in der Arafurasee. Sie kommt außerdem auf Inseln der Torres-Straße vor und besiedelt den Norden und Osten von Australien. Eine große Zahl der in Australien brütenden Vögel überwintert auf Neuguinea. Als Irrgast wurde die Fleckenfruchttaube auch bereits auf Umboi und auf Neubritannien beobachtet.
Der Lebensraum der Fleckenfruchttaube sind Mangroven, Savannen, Galeriewälder und die Ränder von Regenwäldern. Sie kommt auf kleinen Inseln auch im niedrigen Buschland entlang der Küsten vor.

## Lebensweise
Die Fleckenfruchttaube kommt überwiegend in kleinen Trupps vor. Sie suchen während der Nacht auch gemeinsame Ruheplätze auf, wo sich dann größere Gruppen versammeln können. Der Flug ist schnell und direkt mit kräftigen Flügelschlägen. Im Flug ist sie sehr geschickt.
Sie ist ein Fruchtfresser und nutzt eine Reihe von Baum- und Kletterpflanzenarten als Nahrungspflanze. Ihre Brutzeit ist etwas saisonaler als dies bei anderen tropischen Taubenvögeln der Fall ist. So brütet sie im australischen Northern Territory und Queensland von Ende August bis Anfang Januar. Fleckenfruchttauben brüten gelegentlich einzelgängerisch. Typischer ist jedoch eine Brut in lockeren Brutkolonien. 1990 wurden im Norden des australischen Bundesstaates Queensland allein 166 Brutkolonien dieser Art gezählt. Das Nest ist eine taubentypisch lose Plattform, die auf Bäumen errichtet wird. Das Gelege besteht gewöhnlich aus einem, seltener aus zwei Eiern. Es brüten beide Elternvögel. Die Brutzeit beträgt 26 bis 28 Tage. Nestlinge werden von beiden Elternvögeln versorgt und sich 23 bis 25 Tage nach dem Schlupf flügge.